# جان بيار دوفريسن
جان بيار دوفريسن (بالفرنسية: Jean-Pierre Dufresne)‏ هو منافس ألعاب قوى فرنسي، ولد في 16 يونيو 1945 في جريناي في فرنسا.

## وصلات خارجية
- جان بيار دوفريسن على موقع الاتحاد الدولي لألعاب القوى (الإنجليزية)
- جان بيار دوفريسن على موقع الاتحاد الفرنسي لألعاب القوى (الفرنسية)
- جان بيار دوفريسن على موقع اللجنة الأولمبية الدولية (الإنجليزية)
- جان بيار دوفريسن على موقع أوليمبيديا (الإنجليزية)